# ジョビー・ダイカ
ジョビー・ダイカ(Jobie Dajka、1981年12月11日 - 2009年4月7日)は、オーストラリア、ニューサウスウェールズ州のブーク出身の元自転車競技（トラックレース）選手。

## 経歴
1999年、ジュニア世界選手権自転車競技大会のスプリント、チームスプリントを制覇。2002年、コペンハーゲンで行なわれた世界選手権自転車競技大会ケイリンで優勝。この他、同年の世界選手権ではチームスプリント、スプリントでいずれも2位に入った。さらに同年のコモンウェルスゲームズのチームスプリントでも優勝。また2003年の世界選手権でも、スプリント、ケイリンでいずれも2位となり、2004年開催のアテネオリンピックの代表候補選手にも名前が挙がった。
しかし2004年8月、オーストラリアチームがドイツで行なったオリンピックの直前合宿中に、マーク・フレンチが自室で行なわれていたとされるドーピング疑惑について虚偽の証言を行なったとして、即刻代表から外され、6ヶ月間の出場停止処分を受けた。
一方、2005年3月開催の世界選手権・スプリントで3位に入るなど、再び世界トップクラスの選手としての活躍する矢先の同年6月、情緒不安定な状態に加え、アルコール依存症にも陥っていたことから、コーチの命により、入院を余儀なくされ、オーストラリア車連からの選手登録も一時的に抹消された。2006年に再登録されたものの、その後、ダイカが第一線の舞台に立つことはなかった。2009年4月7日、アデレード市内の自宅で死亡が確認された。

## 国際競輪
2002年から2004年までの3年間に亘り国際競輪に出場。通算48戦13勝。優勝5回の成績を収めた。